# Stigbjörn Bergensten
Olof Stigbjörn Bergensten, född 11 oktober 1941 i Boden, är en svensk journalist och författare. Han har skrivit bland annat kriminalromaner och gett ut kåserisamlingar.
Stigbjörn Bergensten är son till fotograf Sven Nilsson och tandtekniker Linnéa Bergensten-Nilsson. Han tog studentexamen vid Bodens högre allmänna läroverk 1961 och utexaminerades från Poppius journalisthögskola 1962. Han anställdes sedan vid Östhammars Tidning 1962 och vid Upsala Nya Tidning 1963. Han var verksam vid United Press International Stockholm 1964–1967, vid Expressen 1968–1973 och vid Konsumentverkets tidning Råd & Rön 1974–1975.
Han gick 1975 över till Nerikes Allehanda där han var redaktionschef till 1994 då han blev chefredaktör och ansvarig utgivare där till 1996. Sedan var han reporter på nämnda tidning 1996–1999. Han har också varit styrelseledamot i Förenade Landsortstidningar (FLT), Take Off Video AB samt Örebro och Nerikes Allehanda. Han har därefter varit redaktör för Örebro Promotions tidning.
Han skrev kåserier som publicerades i ett flertal tidningar runt om landet från 1975 till 2021.
Stigbjörn Bergensten var 1968–1989 gift med Helen Öqvist (född 1945), med vilken han fick bland annat sonen Jens Bergensten 1979. Sedan 1991 är han gift med journalisten och författaren Ingalill Bergensten (född 1951).